# Soběnov
Soběnov (deutsch Oemau) ist eine Gemeinde im Okres Český Krumlov in Tschechien. Sie liegt etwa sechs Kilometer nordöstlich von Kaplice und gehört zur Region Jihočeský kraj.

## Geographie
Soběnov liegt im Vorland des Gratzener Berglandes im Hühnergebirge, das zum Nationalpark Soběnovská vrchovina gehört. Nachbarorte sind Besednice im Norden, Klení (Gollnetschlag) im Osten, Děkanské Skaliny (Dechant Gallein) im Südosten, Blansko (Pflanzen) und Kaplice im Südwesten, Kaplice-nádraží (Kaplitz-Bahnhof) im Westen und Pořešín im Nordwesten. Nordöstlich erhebt sich der 869 m hohe Kohout (Hahn).

### Gemeindegliederung
Die Gemeinde Soběnov besteht aus folgenden Ortsteilen:
- Přísečno (Pfaffendorf)
- Smrhov (Smerhau)
- Soběnov (Oemau).

Grundsiedlungseinheiten sind Bída, Smrhov und Soběnov.

### Nachbargemeinden
|         | Besednice                                   | Slavče             |
| Kaplice | Kompassrose, die auf Nachbargemeinden zeigt |                    |
|         |                                             | Benešov nad Černou |

## Geschichte

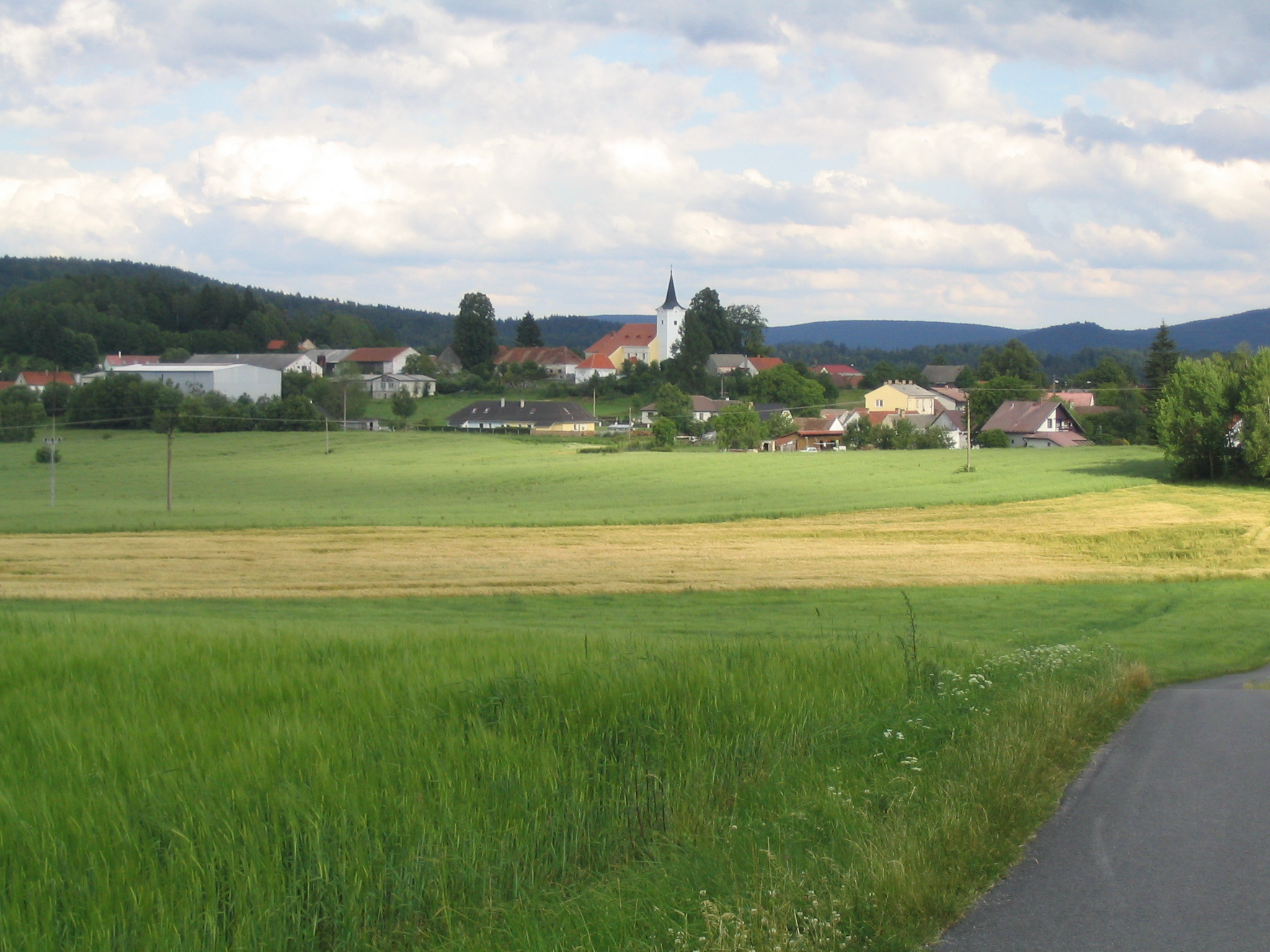
Gesamtansicht von Soběnov

Bereits im 10. Jahrhundert soll in Oemau eine Kapelle gestanden haben. Erste bekannte Besitzer waren die Herren von Weleschin. Während der Hussitenkriege wurde die hiesige Kirche von dem Hussitenführer Jaroš besetzt und der Pfarrer Peter von Milčin (Petr z Milčína) verbrannt. Vermutlich seit dem Ende des 14. Jahrhunderts war Oemau im Besitz der Herren von Rosenberg, von denen es vermutlich 1612 an die Schwanberger und nach der Konfiskation von deren Besitzungen nach der Schlacht am Weißen Berg an die Grafen Buquoy überging.
Bereits im 15. Jahrhundert bestand in Oemau eine Pfarrschule. Am 3. November 1833 vernichtete ein Feuer fast das ganze Dorf. Beim anschließenden Wiederaufbau wurden Kirche, Pfarrhaus und Schulhaus neu errichtet. Nach der Aufhebung der Patrimonialherrschaften bildete Oemau eine selbständige Gemeinde. 1913 erfolgte der Neubau eines weiteren Schulhauses. Im Ersten Weltkrieg fielen 32 Männer aus Oemau.
Nach der Gründung der Tschechoslowakei 1918 gehörte Oemau zum politischen Bezirk Kaplice. 1923 erhielt es die amtliche tschechische Ortsbezeichnung Soběnov. Nach dem Münchner Abkommen verblieb Soběnov bei der Tschechoslowakei und gehörte von 1939 bis 1945 zum Politischen Bezirk Budweis im Protektorat Böhmen und Mähren.
Nach dem Zweiten Weltkrieg kam Oemau / Soběnov zur wiedererrichteten Tschechoslowakei zurück; 1946 erfolgte die Vertreibung der deutschen Bevölkerung. Nach dem politischen Umbruch von 1989 erfolgten Maßnahmen zur Hebung der Infrastruktur. 2002 verursachte ein Hochwasser große Schäden in Soběnov.

## Sehenswürdigkeiten
- Die ursprünglich gotische St.-Nikolaus-Kirche wurde um die Mitte des 17. Jahrhunderts barockisiert.
- Ruine der Burg Sokoleč. Die Burg wurde im 13. Jahrhundert durch Beneš von Michalovic errichtet und gehörte im 14. Jahrhundert den Herren von Weleschin. Vermutlich 1387 gelangte sie an die Rosenberger.